# 君和田正夫
君和田 正夫（きみわだ まさお、1941年（昭和16年）6月26日 - ）は、日本のジャーナリスト、実業家。朝日新聞社専務を経て、テレビ朝日社長などを務めた。神奈川県出身。

## 来歴・人物
1964年（昭和39年）早稲田大学商学部卒業後、朝日新聞社入社。経済部記者として主に経済畑を歩み、東京本社経済部長等を歴任。96年に朝日新聞社の子会社であるテレビ朝日が、ソフトバンクとニューズ・コーポレーションが設立した合弁会社に株の21%を取得された際には、買い戻しのため、ソフトバンクの北尾吉孝（現：SBIホールディングス社長）などと厳しい交渉をこなした。
1997年（平成9年）6月、取締役に選任。01年6月専務（グループ政策担当）、03年2月専務（編集・出版担当）、6月代表取締役専務（編集担当、電子電波メディア局長）。

### テレビ朝日社長に
2005年（平成17年）6月、テレビ朝日社長に就任する。07年5月の社長定例記者会見で、丸川珠代（元同局アナウンサー）の自民党からの参議院議員選挙出馬に関して、不快感を表明し話題となった。09年6月代表代表取締役会長、11年6月取締役会長、12年6月相談役。
ほかに朝日放送社外取締役、BS朝日社外取締役、ビデオリサーチ社外取締役なども務めた。

## 田原総一朗を巡って
2009年（平成21年）4月25日放送の「朝まで生テレビ」において、番組司会者である田原総一朗が、北朝鮮による日本人拉致問題の被害者である横田めぐみ、有本恵子両名の安否を巡り、なんの根拠も示さずに「外務省も生きていないことは分かっている」 などと発言した。これに対し、5月11日、北朝鮮による拉致被害者の家族会と支援団体「救う会」がテレビ番組で根拠のない発言をしたとして、田原と社長の君和田宛に抗議文書を送付したと発表した。
同19日、中曽根弘文外相は、閣議後の記者会見において、一連の田原の発言に対して、「大変遺憾で非常に誤解を与える発言だ」「外務省は安否不明の拉致被害者はすべて生存しているとの立場、前提に立っている。田原氏の発言はまったくの誤りで残念に思う。一日も早い拉致被害者の帰国に努力している人たちに失礼な話だ」と反論している。同日には田原も「人の生死に関する問題を、具体的な情報源を示すことなく発言したことは深く反省している。横田さんたちが生きていることを心から望んでいる。言葉が足りず、大変申し訳ない」と謝罪。同じく抗議されていた君和田は、家族会に対して、「不快の念を抱かせ誠に申し訳ない」などとする番組プロデューサー名の文書を送付した。
2010年（平成22年）3月末で番組終了した「サンデープロジェクト」について、出演者の一人である高野孟は、「朝日新聞出身の君和田正夫会長の『田原嫌い』ゆえの番組打ち切り指令」だったと断定したが、それほど単純ではないとする見方もある。

## 独立メディア塾
関口宏とは親交が深く、2014年（平成26年） 1月1日、関口らをコラムニストに迎え、ウェブサイト・独立メディア塾を開いた。